# 索菲亞尼夫卡
51°12′17″N 25°24′32″E / 51.20472°N 25.40889°E
索菲亞尼夫卡（烏克蘭語：Софіянівка）是烏克蘭西部的村莊，隸屬沃倫州的卡明-卡希爾斯基區。該村面積0.37平方公里，海拔高度172米，2001年人口72，人口密度每平方公里194.59人。